# Municipio de Perry (condado de Marion)
El municipio de Perry (en inglés: Perry Township) es un municipio ubicado en el condado de Marion en el estado estadounidense de Indiana. En el año 2010 tenía una población de 108972 habitantes y una densidad poblacional de 919,34 personas por km².

## Geografía
El municipio de Perry se encuentra ubicado en las coordenadas 39°40′36″N 86°9′22″O / 39.67667, -86.15611. Según la Oficina del Censo de los Estados Unidos, el municipio tiene una superficie total de 118.53 km², de la cual 118.25 km² corresponden a tierra firme y (0.24%) 0.28 km² es agua.

## Demografía
Según el censo de 2010, había 108972 personas residiendo en el municipio de Perry. La densidad de población era de 919,34 hab./km². De los 108972 habitantes, el municipio de Perry estaba compuesto por el 85.07% blancos, el 3.83% eran afroamericanos, el 0.27% eran amerindios, el 4.5% eran asiáticos, el 0.05% eran isleños del Pacífico, el 3.91% eran de otras razas y el 2.37% pertenecían a dos o más razas. Del total de la población el 7.11% eran hispanos o latinos de cualquier raza.